# Jakob Bedenek
Jakob Bedenek, slovenski pisatelj, * 25. julij 1850 Šmartno pri Cerkljah, † 16. maj 1916, Dunaj.

## Življenje
Po končani osnovni šoli je v Ljubljani in Novem mestu obiskoval gimnazijo, a je ni dokončal. Najprej je bil tri leta vojak, nato se je preživljal kot domači učitelj. Prisostvoval je aneksiji Bosne. V Srbiji in na Hrvaškem (predvsem v Dalmaciji) je deloval kot zemljemerec. Ob koncu življenja je služboval kot tiskarski korektor; najprej v tiskarni v Gradcu, nato na Dunaju. V avstrijski prestolnici je tudi umrl.

## Delo
Z literarnim ustvarjanjem se je ukvarjal že v mladih letih. V obdobju 1874−1887 je v Zori objavljal pesmi, ki pa še niso imele večje umetniške vrednosti.  
Pisal je predvsem povesti. Najpomembnejša med njimi je biografska povest o Juriju Vegi z naslovom Od pluga do krone. S tem delom je želel Slovencem predstaviti zaslužnega moža, buditi narodno zavest in spodbuditi kmečke očete, da bi nadarjene sinove dajali v šolo.
Ustvarjal je tudi na področju dramatike. Prevedel in priredil je več dramskih del. Med njimi je najbolj poznan njegov prevod igre s petjem Revček Andrejček.

### Proza
- Od pluga do krone, (1891) (COBISS)
- Solnce in senca, (1891) (COBISS)

### Poezija
- Nagrobni venček : milemu pobratimu in sodijaku Antonu Globočniku, bogoslovcu v Gorici ..., (1875) (COBISS)